# Insurrección de Vilna (1794)
La Insurrección de Vilna de 1794 (en polaco, Insurekcja wileńska) se inició el 22 de abril de 1794, durante el cual las fuerzas polaco-lituanas, dirigidas por Jakub Jasiński, lucharon con las fuerzas rusas que ocupaban la ciudad durante la insurrección de Kościuszko. Los rusos fueron expulsados de Vilna, y, gracias a la habilidad de Jasiński, no hubo víctimas mientras el levantamiento se mantuvo sin derramamiento de sangre.